# Archipel des Chagos
Cet article concerne l'archipel des Chagos en tant qu'entité géographique. Pour l'entité administrative, voir Territoire britannique de l'océan Indien.
Pour les articles homonymes, voir Chagos.
L'archipel des Chagos, est un ensemble de sept atolls situés dans le nord de l'océan Indien et totalisant cinquante-cinq îles, à 1 174 km au sud de Malé, aux Maldives, et à 1 832 km à l'est de Victoria, aux Seychelles. L'archipel est administré par le Royaume-Uni (Territoire britannique de l'océan Indien) mais revendiqué par Maurice, position soutenue par l'Assemblée générale des Nations unies.
L'archipel est peuplé de Chagossiens — plus précisément sur les îles de Salomon et Boddam, et sur les atolls de Diego Garcia et Peros Banhos — du XVIIIe siècle jusqu'à leur expulsion entre 1966 et 1973, époque de la construction d'une base militaire américaine sur Diego Garcia, sa plus grande île, et de sa protection en tant que réserve naturelle et site Ramsar (pour la partie orientale de Diego Garcia). La seule île habitée de l'archipel est aujourd'hui Diego Garcia, qui accueille des militaires américains, des fonctionnaires britanniques et des travailleurs sous contrat. La base de Diego Garcia sert de point d’appui stratégique, pour les opérations aériennes au Moyen-Orient. 
Le 3 octobre 2024, le gouvernement britannique annonce son intention de transférer sa souveraineté sur l'archipel à Maurice. Le Royaume-Uni conservera en revanche sa possession de la base aérienne de Diego Garcia, louée aux États-Unis. 
La restitution des Chagos à Maurice devait avoir lieu le 22 mai 2025, mais le processus a été suspendu, le gouvernement britannique prévoit toutefois la ratification de l'accord, pour fin 2025.

## Toponymie
L'archipel des Chagos est appelé en anglais Chagos Archipelago. Son nom est parfois rencontré avec l'orthographe « Tchagos », que ce soit en français ou en anglais. Il est appelé Feyhandheebu en maldivien, une langue parlée aux Maldives et dans le territoire indien de Lakshadweep ; फेहंद्वीप, Phehandvīp en hindi, et பேகான தீவுகள், Pēkāṉa tīvukaḷ en tamoul, soit les « Îles Pékaana ».
Son ancien nom colonial anglais est « Oil islands », en français « Îles de l'huile ».

## Géographie

### Localisation
L'archipel des Chagos est situé dans la partie nord de l'océan Indien, au sud du sous-continent indien et à mi-chemin entre les côtes de Tanzanie à l'ouest et Sumatra (Indonésie) située à l'est,. Les terres les plus proches de l'archipel, à plus de 1 000 km, sont les îles Maldives au nord, les Seychelles à l'ouest et les Mascareignes, dont Maurice, au sud-ouest.

### Relief

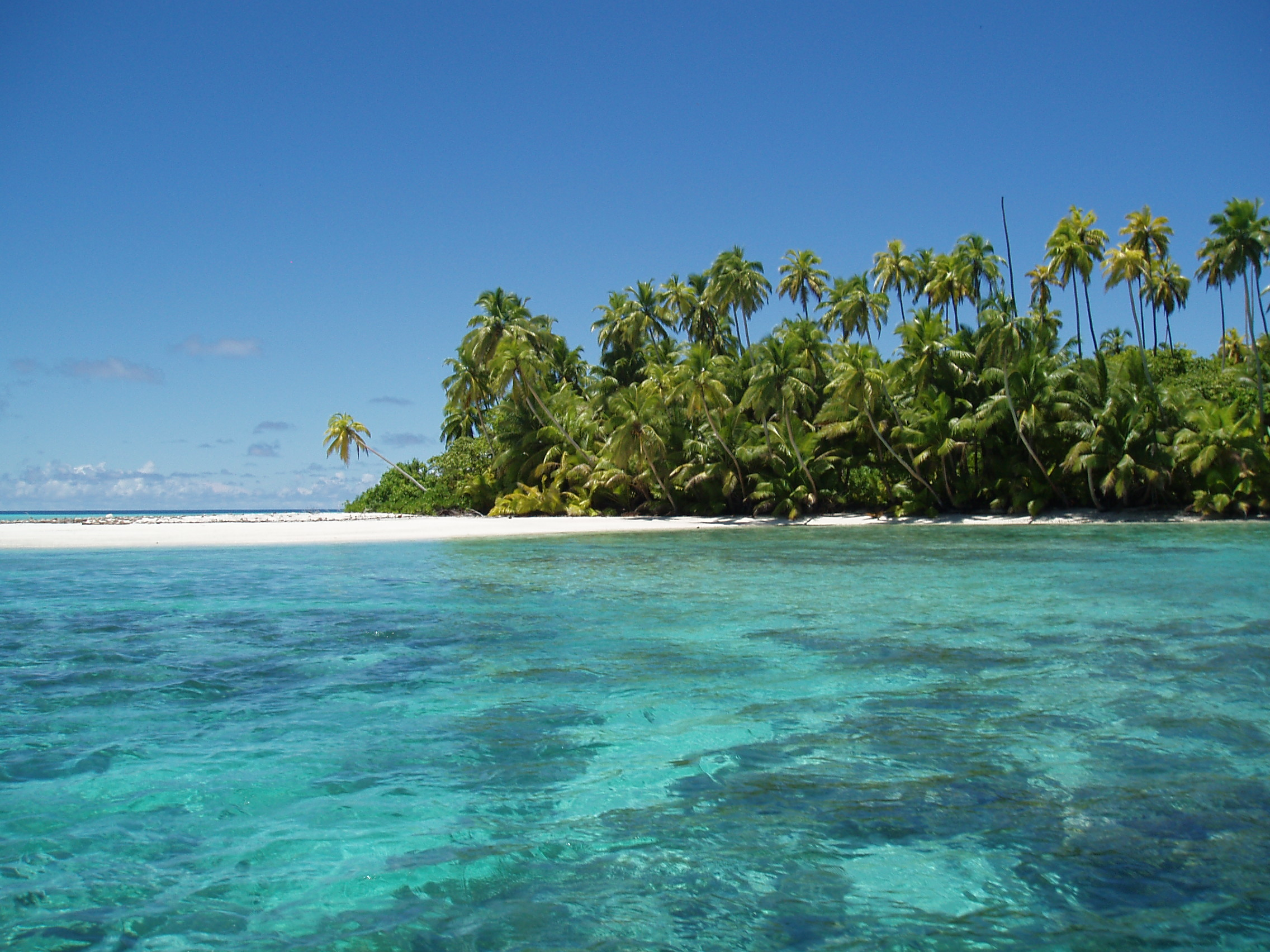
Plage aux îles Salomon.

L'archipel des Chagos compte six atolls émergés en 55 îles,, quatre atolls submergés et sept récifs coralliens submergés. Tous ces atolls sont situés au nord ou au sud du banc Great Chagos, le plus grand atoll de l'archipel, sur une zone longue de 250 kilomètres et large de 150 kilomètres. La superficie totale de l'archipel est de 54 400 km2, lagons inclus, pour seulement 60 km2 de terres émergées dont 40 km2 rien que pour Diego Garcia. Les îles, d'origine corallienne, ont un relief très peu marqué, majoritairement moins de deux mètres d'altitude. Le point culminant de l'archipel, non nommé, s'élève à quinze mètres d'altitude sur Diego Garcia. Le littoral, essentiellement composé de plages de sable, totalise 698 kilomètres de côtes. L'éparpillement des îles confère à l'archipel une zone économique exclusive de 639 611 km2 de superficie, mitoyenne de celle des Maldives au nord.
Diego Garcia est l'atoll le plus méridional de l'archipel. Ses terres émergées, la majorité de l'archipel, entourent un lagon qui forme un port naturel pouvant accueillir les plus grands navires du monde. Seul atoll habité de l'archipel des Chagos, il abrite une base militaire américaine comportant, outre le port dans le lagon, un aéroport et quelques routes reliant les différents bâtiments militaires, d'habitation et techniques,.

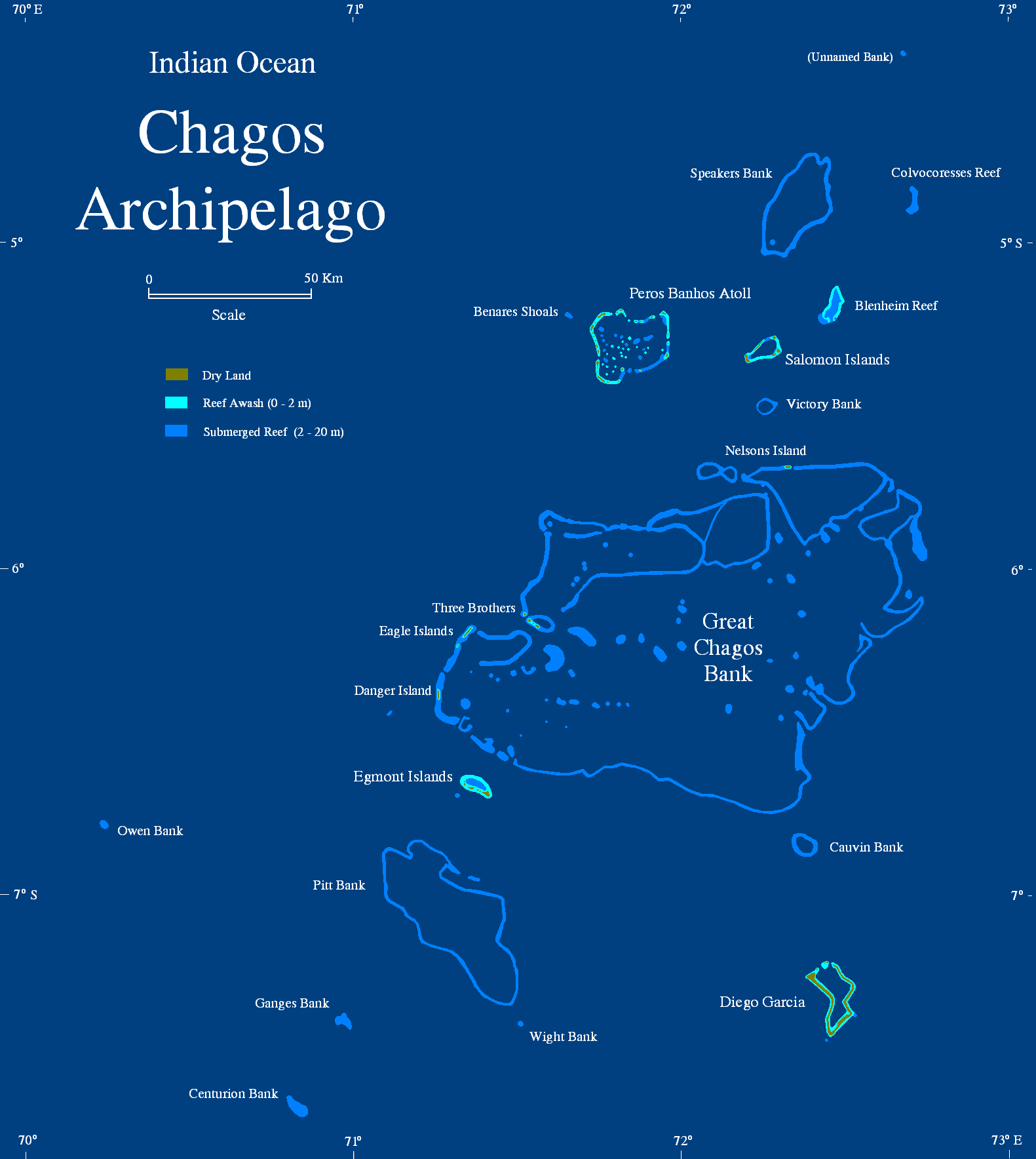
Carte de l'archipel des Chagos.

Les îles isolées, atolls et récifs qui composent l'archipel sont, du nord au sud :
- récif Colvocoresses ;
- banc Speakers ;
- récif Blenheim ;
- îles Salomon (la plus grande des îles est l'île Boddam) ;
- Peros Banhos ;
- bancs Benares ;
- banc Victory ;
- banc Great Chagos ;
- îles Egmont ;
- banc Cauvin ;
- banc Owen ;
- banc Pitt ;
- Diego Garcia ;
- banc Ganges ;
- banc Wight ;
- banc Centurion.

### Géologie
L'archipel des Chagos repose sur un plateau sous-marin d'une superficie de 20 607 km2[réf. nécessaire] formé il y a 45 millions d'années. Celui-ci constitue l'extrémité méridionale de la ride Chagos-Laquedives, une chaîne de montagnes sous-marines de l'océan Indien qui émerge pour former les archipels des Laquedives, des Maldives et des Chagos. Cette chaîne de montagnes est apparue avec le point chaud de La Réunion lors de la remontée du sous-continent indien en direction de l'Asie à travers l'océan Indien.
Les îles et atolls de l'archipel sont tous d'origine corallienne,.

### Climat
Le climat de l'archipel des Chagos est tropical, caractérisé par la douceur de ses températures et son humidité, modérées par les alizés,. Les cyclones tropicaux y sont inexistants du fait de sa proximité avec l'équateur.

### Faune

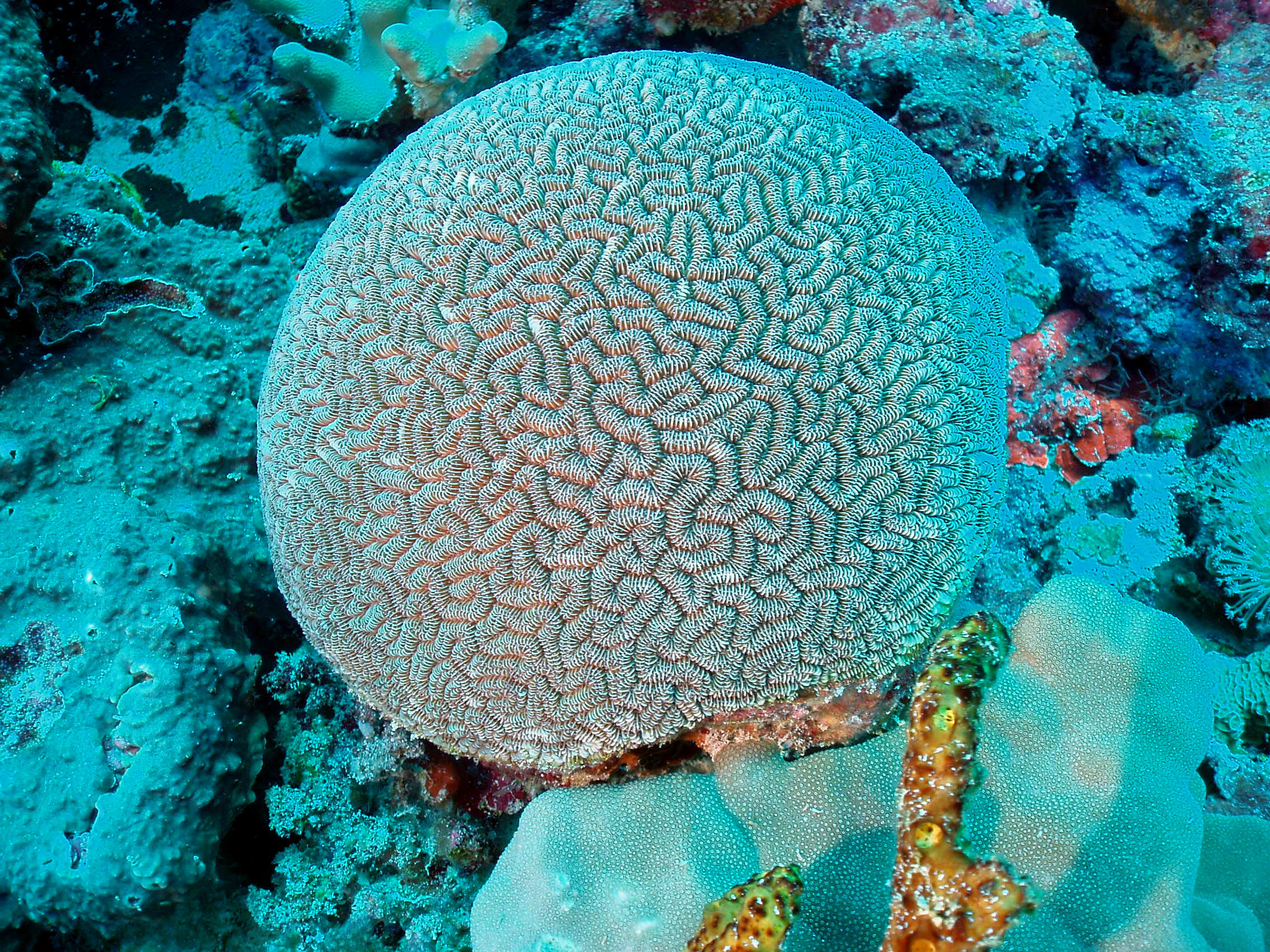
Ctenella, une espèce de corail cerveau endémique de l'archipel des Chagos.

De par sa nature et sa topographie, l'archipel des Chagos abrite une faune essentiellement marine. Le principal biome est composé de récifs coralliens formant les atolls que 220 espèces de coraux ont construits. Ils apportent abri et source de nourriture à plus de 1 000 espèces de poissons et constituent un site de reproduction sûr pour plusieurs espèces de requins, de tortues marines, de dauphins, de crabes.
Plusieurs espèces d'oiseaux nidifient sur les îles de l'archipel des Chagos.

### Flore
La flore de l'archipel des Chagos est constituée d'une végétation tropicale.

## Histoire

### Découverte de l'île et colonisation

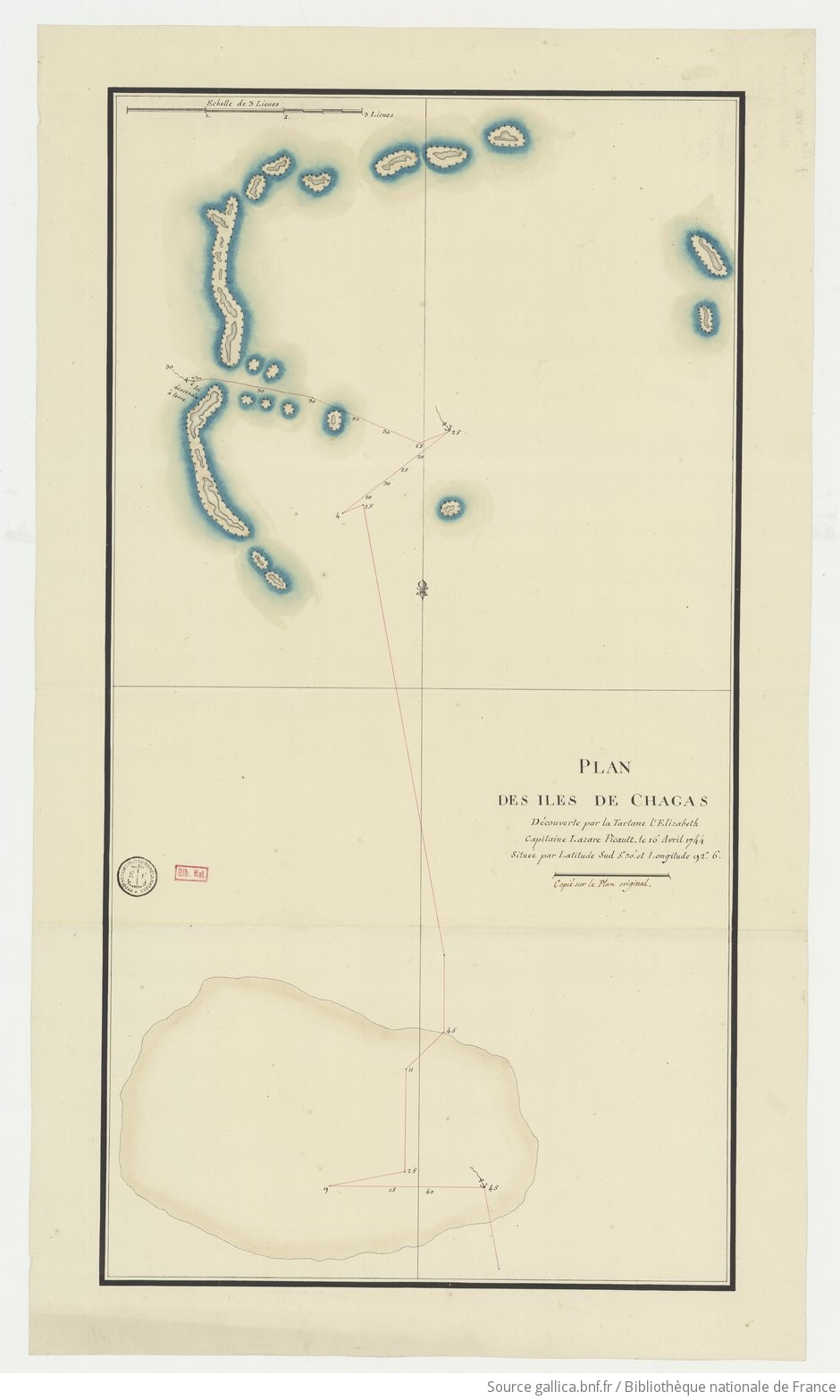
Plan des îles relevé en 1744 par Lazare Picault.

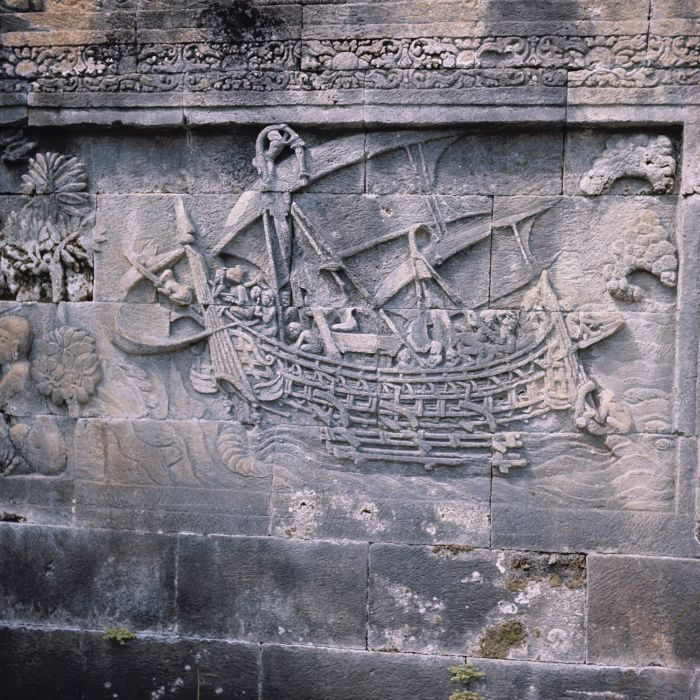
Bas-relief du temple de Borobudur (VIIIe siècle) dans le centre de Java en Indonésie, montrant un bateau à balancier typique de la technologie navale austronésienne.

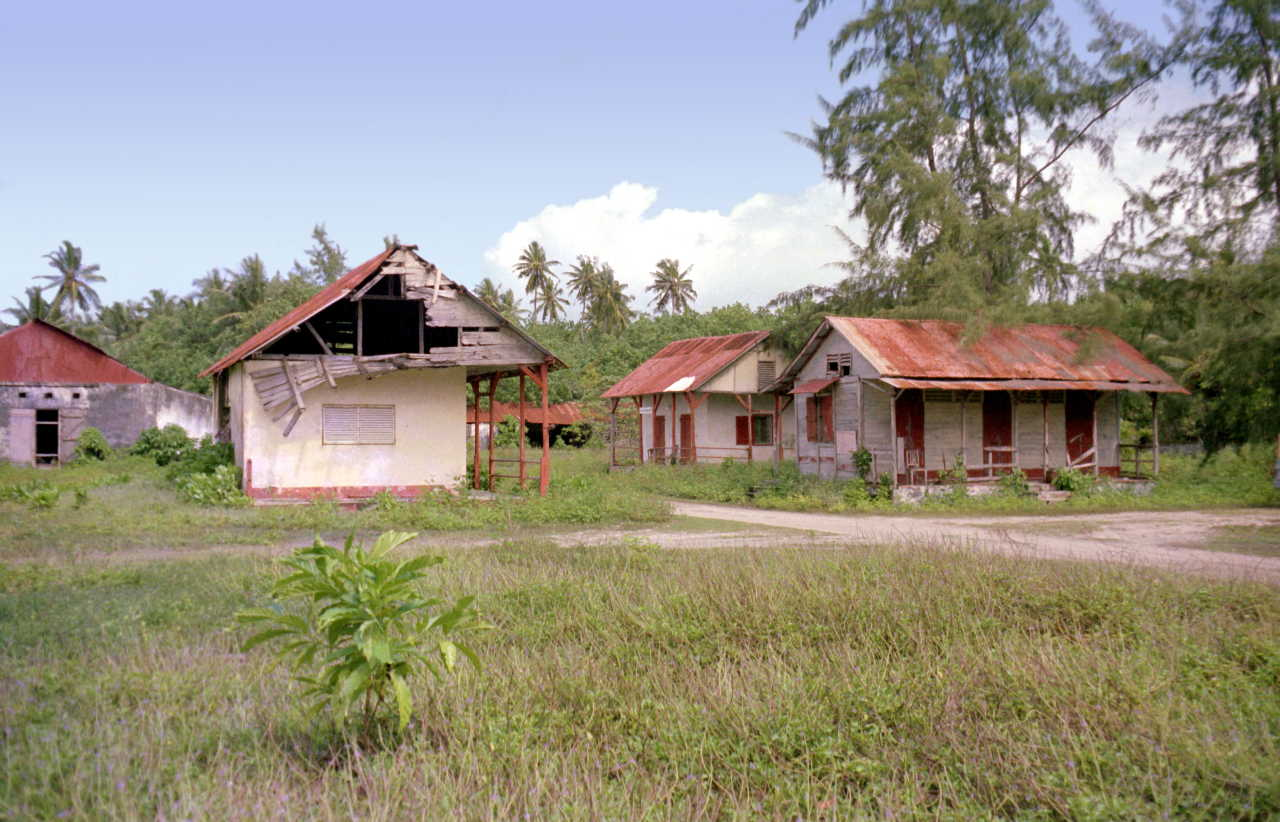
Ancienne plantation (cocoteraie) et village en ruine sur Diego Garcia en 1970.

Des simulations sur ordinateur de la navigation entre l'Indonésie et Madagascar permettent de comprendre les itinéraires possibles qui ont conduit à la colonisation de Madagascar par des Austronésiens à partir du début de notre ère. Outre les Maldives, les Chagos étaient une escale probable sur la route de Madagascar, aussi bien depuis Sumatra que depuis le sud de l'Inde et le Sri Lanka, où des marins et marchands javanais et malais se rendaient pour le commerce. Les habitants des Maldives connaissaient les Chagos. Le premier Européen à mentionner l'archipel sur une carte en 1512 est le Portugais Pedro de Mascarenhas. Le premier nom européen donné à l'archipel est Bassas de Chagas, une étymologie qui pourrait se rapporter aux blessures du Christ,. Cependant, les Portugais ne semblent pas s'y intéresser particulièrement et c'est seulement en 1744 que Peros Banhos est revendiquée par une puissance européenne, la France, à la suite du passage du navigateur Lazare Picault.

### Présence française
Ce n'est qu'à partir de 1784 que l'archipel commence à être occupé de façon permanente. Pierre Marie Le Normand, un planteur spécialisé dans le sucre et la noix de coco basé dans l'île de France (aujourd'hui l'île Maurice), demande une concession dans l'île de Diego Garcia au gouverneur François de Souillac afin d'y établir une grande plantation de noix de coco. Il obtient la concession le 17 novembre 1783 en échange du paiement de taxes sur sa future production d'huile de coco et emmène avec lui entre vingt-deux et soixante-dix-neuf esclaves originaires de Madagascar et du Mozambique ainsi que quelques « libres de couleur ». Le 4 mai 1786, les Britanniques prennent possession de Diego Garcia puis l'abandonnent par crainte d'un incident diplomatique avec la France. Plusieurs planteurs français de noix de coco venus de l'île de France rejoignent à leur tour l'archipel avec leurs esclaves pour s'y implanter et exploiter l'huile de coco et le coprah : il s'agit de monsieur Didier, des frères Cayeux et monsieur Lapotaire, qui débarque en 1793. Un autre entrepreneur, monsieur Danquet, choisit d'installer une entreprise de pêche sur l'île. En 1808, les archives notent que monsieur Lapotaire possédait à lui seul une centaine d'esclaves sur Diego Garcia et on en observait un nombre similaire en 1813 sur Peros Banhos,.
Entre 1780 et 1828, l'archipel est aussi utilisé par les Français puis les Britanniques pour isoler et soigner les lépreux dans l'espoir qu'un régime alimentaire basé sur l'abondance de viande de tortues disponible sur l'île leur sera bénéfique,. Certains spécialistes pensent que des esclaves lépreux ont pu y être envoyés avant l'attribution des premières concessions de coprah. En 1826, on comptait 375 esclaves, 9 blancs, 22 « libres de couleur » et 42 lépreux dans l'archipel. Au total, les Chagos étaient peuplées à cette période par 448 habitants, dont la moitié vivaient à Diego Garcia.
Finalement, les Britanniques prennent formellement possession de l'archipel avec le traité de Paris du 30 mai 1814 à l'issue des guerres napoléoniennes,,. Les Chagos sont d’abord intégrées à la colonie des Seychelles, sous le nom d'Oil Islands, puis à la colonie de Maurice le 31 août 1903. Après l'abolition de l'esclavage en 1834, les Britanniques emploient les anciens esclaves comme travailleurs dans les usines de coco et importent des engagés indiens qui se marient avec les autres travailleurs et adoptent les rites locaux. L'intérêt économique de l'archipel se résume alors au coprah extrait des cocoteraies où travaillent des esclaves amenés sur les îles par les Français. Des scientifiques s'intéressent aussi à l'archipel, et Charles Darwin s'appuiera sur certains de leurs travaux sur les coraux pour élaborer sa théorie de l'évolution des espèces à la fin du XIXe siècle.

### Territoire britannique d'outre-mer
Dans les années 1960, les États-Unis s’intéressent à l'île de Diego Garcia, dans le sud de l'archipel, dont la position stratégique permet d'intervenir militairement partout dans la région et de contrôler les grandes voies maritimes par lesquelles passent les hydrocarbures et les matières premières. Des négociations secrètes entre le Royaume-Uni et les États-Unis aboutissent en 1966 à un échange de lettres ayant valeur de traité, mais sans requérir l'approbation du Parlement britannique. Londres met à disposition de Washington l'île de Diego Garcia pour une durée de cinquante ans. Le gouvernement britannique a séparé l'archipel des Chagos de Maurice, créant ainsi une nouvelle colonie en Afrique, le Territoire britannique de l'océan Indien (BIOT). Afin d'éviter d'avoir à rendre compte aux Nations Unies de la poursuite de sa domination coloniale, le Royaume-Uni a faussement déclaré que les Chagos n'avaient pas de population permanente.

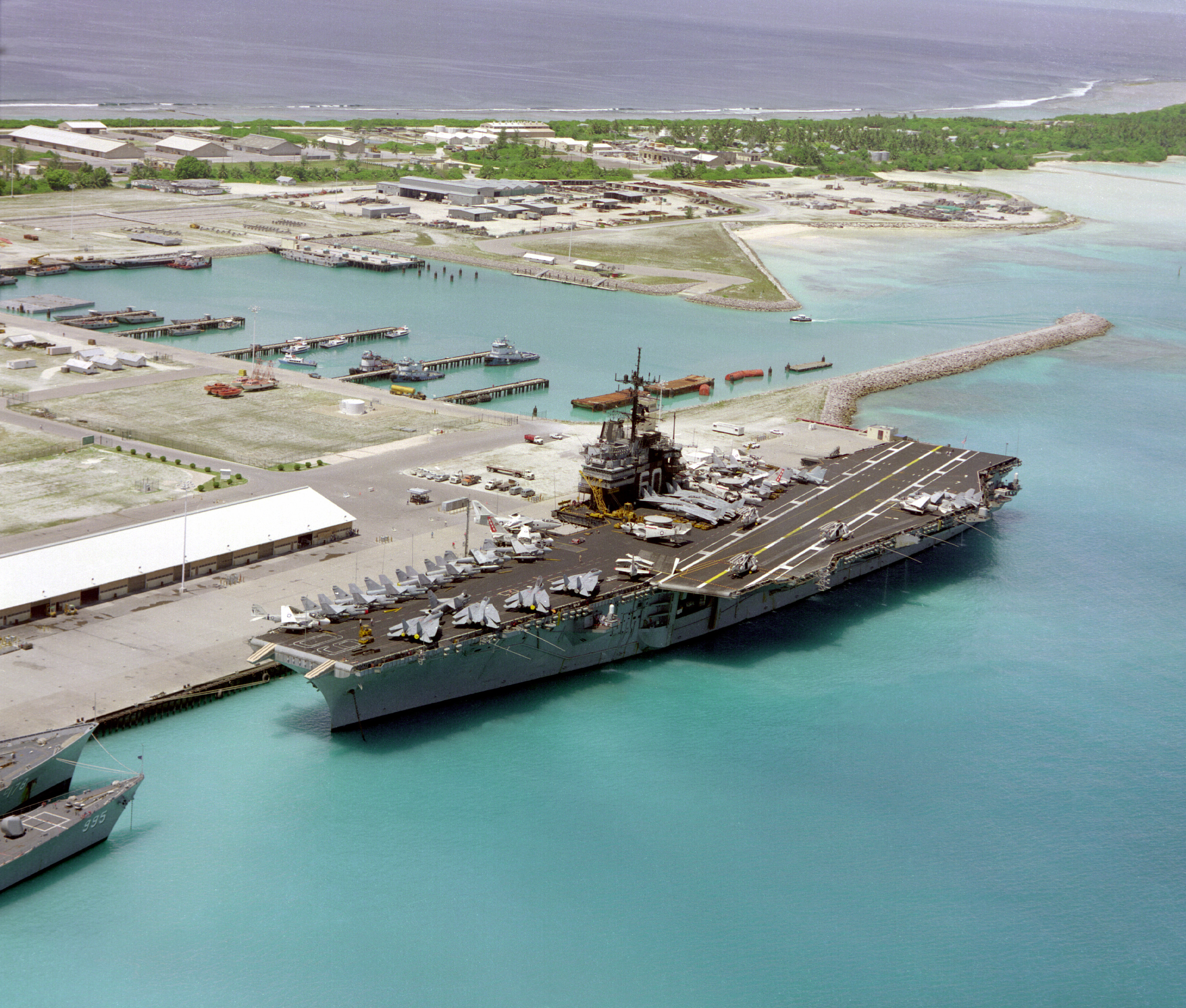
Vue aérienne d'une partie de la base militaire américaine de Diego Garcia montrant le porte-avions accosté dans le port en 1985.

#### Déportation de la population
Le 8 novembre 1965, trois ans avant l'indépendance de la colonie britannique de Maurice, l'archipel des Chagos en est détaché pour constituer le Territoire britannique de l'océan Indien, un territoire britannique d'outre-mer,,,. Cette scission de territoire est imposée au gouvernement de Maurice en échange d'une compensation financière. Le gouvernement américain ayant exigé au cours des négociations un « contrôle exclusif », le gouvernement britannique entreprend d'expulser peu à peu les Chagossiens, habitants autochtones de l'archipel : interdiction de retour après un voyage, restriction de l'approvisionnement en nourriture et en médicaments, empoisonnement et gazage de tous les chiens, etc. En 1973, les derniers habitants sont déportés par cargo vers les Seychelles et Maurice,,. Dans le cadre de cette déportation et à la suite des négociations menées entre 1971 et 1982, le gouvernement britannique crée une caisse afin d’aider financièrement les Chagossiens à s'installer dans leurs nouveaux pays. Autorisée le 30 décembre 1966, la base est ouverte le 1er octobre 1977 après le rachat de toutes les terres le 3 avril 1967.
C'est dans ce contexte que les Chagossiens se lancent à partir de 1998 dans une série de recours en justice à l'encontre du gouvernement britannique. Leurs revendications portent sur un meilleur dédommagement de leur expulsion, le droit de pouvoir retourner vivre dans l'archipel et l'obtention de la nationalité britannique lors d'une demande formulée en 2001,. La politique d'immigration inscrite en 2004 dans la constitution du Territoire britannique de l'océan Indien est invalidée en 2006 et 2007 par la Haute Cour de justice britannique,. Mais dans le même temps, cette cour d'appel confirme le statut militaire et extraordinaire de Diego Garcia. Quelques Chagossiens ont la possibilité de retourner en visite dans l'archipel en avril 2006. Les Chagossiens sont déboutés le 22 octobre 2008 lorsque la Chambre des lords, le dernier recours en appel dans le système judiciaire britannique, entérine la situation et ne laisse aucune possibilité de retour pour les Chagossiens,.
L'organisation Human Rights Watch (HRW) accuse, en 2023, le Royaume-Uni et les États-Unis de crimes contre l’humanité dans le cadre de la déportation de la population. Trois crimes sont répértoriés par HRW : « un crime colonial en cours avec déplacements forcés ; l’empêchement du retour des habitants chez eux par le Royaume-Uni ; la persécution raciale et ethnique par le Royaume-Uni ».

### Revendication de Maurice
Le 22 juin 2017, l'Assemblée générale des Nations unies (94 voix pour, 15 contre et 65 abstentions) a demandé à la Cour internationale de justice de rendre un avis consultatif portant sur le respect, par le Royaume-Uni, des règles pertinentes du droit international lors du processus de décolonisation. La Résolution interroge également la Cour sur les conséquences juridiques de la séparation de l'archipel de Maurice en 1965 et du maintien de l'archipel sous administration britannique. L'analyse du vote révèle un soutien des pays majeurs du Sud (Afrique du Sud, Algérie, Cuba, Égypte, Inde, Nigeria, Philippines, Vietnam, etc.) à Maurice, alors que l'opposition provient des proches alliés des États-Unis et du Royaume-Uni (Australie, Israël, Japon, France, etc.). En septembre 2018, Maurice a porté l'affaire devant la Cour internationale de justice pour obtenir un avis consultatif contre les objections britanniques. En 2016, les autorités britanniques reconduisent pour 20 ans le prêt de l'île de Diego Garcia aux États-Unis.
Le 25 février 2019, dans un avis consultatif, la Cour internationale de justice estime que le Royaume-Uni a « illicitement » séparé l’archipel des Chagos de Maurice lors de son indépendance en 1968,.
L'Assemblée générale des Nations unies adopte le 22 mai 2019 une résolution exigeant du Royaume-Uni la restitution dans les six mois de l'archipel des Chagos à la République mauricienne, ce qui permettrait aux Chagossiens de retrouver leurs terres.
Cette résolution, non contraignante mais à forte valeur politique, est adoptée par une très large majorité : 116 pays votent pour, 56 s'abstiennent et 6 votent contre. Le délai prend fin le 22 novembre 2019 sans que le Royaume-Uni se conforme à cette résolution ou à l'avis consultatif formulé en février par la Cour internationale de justice (CIJ) demandant à Londres de mettre fin « dans les plus brefs délais » à son administration des Chagos,.
Le 15 janvier 2020, Pravind Jugnauth, Premier ministre de Maurice, en visite à Londres pour assister à un sommet sur les investissements du Royaume-Uni en Afrique, s’entretient avec les chefs des gouvernements de l'Afrique du Sud, du Kenya, de Côte d'Ivoire et du Mozambique. Il indique que « Port-Louis étudiait la possibilité d’entamer des poursuites contre des responsables britanniques devant la Cour pénale internationale pour crime contre l’humanité », écrit Ion News.
Le 25 mai 2020, la nouvelle carte publiée par l'ONU fait apparaître l'archipel comme territoire mauricien.
La Chambre spéciale du Tribunal international du droit de la mer des Nations unies conclut dans son arrêt du 28 janvier 2021 que la revendication de souveraineté par le Royaume-Uni sur l’archipel des Chagos va à l’encontre des conclusions faisant autorité formulées dans l’avis consultatif l’Assemblée générale de l'ONU (résolution 73/295).
En février 2022, avec le navire Bleu de Nîmes, l'État mauricien organise une mission de cartographie des terres émergées du récif Blenheim afin de conforter sa demande de délimitation de sa zone économique exclusive par rapport à celle des Maldives et la première visite sans supervision britannique de Chagossiens exilés aux îles Salomon.
Au début du mois de janvier 2023, le Royaume-Uni accepte de participer aux négociations avec Maurice. Le 3 octobre 2024, un accord est trouvé : Londres reconnaît la souveraineté de Maurice sur l'archipel des Chagos, et le Royaume-Uni est autorisé à exercer des droits souverains sur Diego Garcia, pour assurer la poursuite de l’exploitation de la base militaire commune avec les États-Unis pendant une période (initiale) de quatre-vingt-dix-neuf ans.
Le 22 mai 2025, le Premier ministre britannique Keir Starmer signe un accord formel sur le transfert de souveraineté de l'archipel des Chagos à Maurice. Aux termes de l'accord, l'atoll stratégique de Diego Garcia et sa zone tampon de 38 kilomètres sont immédiatement rétrocédés à la République de Maurice. Cet accord permet la poursuite de l'exploitation de la base conjointe anglo-américaine sur l'île pendant les 99 prochaines années, avec une prolongation de 40 ans et un droit de préemption ultérieur. Maurice recevra du Royaume-Uni un loyer annuel de 165 millions de livres sterling pendant les trois premières années, puis de 120 millions de livres sterling par an pendant les dix années suivantes. Par la suite, ce paiement annuel de 120 millions de livres sterling sera indexé sur l'inflation. Le processus a été suspendu. l'accord est ensuite déposé au parlement britannique, pour ratification. l'ONU salue par la suite l'accord marquant la restitution de la souveraineté des îles Chagos à Maurice. Le secrétaire d'État américain Marco Rubio salue l'accord entre le Royaume-Uni et Maurice sur l'avenir du territoire britannique de l'océan Indien, puisque l'accord garantit le fonctionnement à long terme de l'installation militaire conjointe américano-britannique de Diego Garcia. Le Premier ministre mauricien, Navin Ramgoolam salue cet accord comme « le dernier chapitre du processus de décolonisation de l'île Maurice », « C'est l'aboutissement d'une bataille menée par les autorités mauriciennes depuis plus de 60 ans». Le Parti conservateur britannique dépose par la suite, une motion de censure contre l’accord signé le 22 mai 2025, entre le Royaume-Uni et Maurice.
Les militants chagossiens ont soumis en juin 2025, une communication juridique au Comité des droits de l'homme des Nations Unies, contestant la légitimité de l'accord entre le Royaume-Uni et Maurice, arguant qu'il a été négocié sans leur consentement et qu'il perpétue des injustices historiques.
Le 10 juin 2025, les experts de l'ONU demande, la suspension d'un accord récemment signé entre le Royaume-Uni et Maurice, avertissant qu'il ne protège pas les droits du peuple chagossien déplacé, « En maintenant une présence militaire étrangère du Royaume-Uni et des États-Unis à Diego Garcia et en empêchant le peuple chagossien de revenir… l'accord semble être en contradiction avec le droit au retour des Chagossiens », d'après les experts. Les experts critique l'absence de dispositions, permettant l'accès aux sites culturels ou la sauvegarde du patrimoine du peuples chagossien. Ils s'appellent, les deux pays à renégocier l'accord de restitution, déclarant, « Nous demandons la suspension de la ratification de l'accord et la négociation d'un nouvel accord garantissant pleinement les droits du peuple chagossien ».
La Chambre des Lords doit examiner une motion plaidant contre la ratification du traité le 30 juin 2025.
D'après les conservateurs britanniques, l'accord de restitution coûtera plus chers au contribuable britannique que prévu, par l'accord de restitution de l'archipel des Chagos à Maurice.
Après l'accord de rétrocession de l'archipel des Chagos, le gouvernement britannique doit présenter également un projet de loi, visant à mettre en œuvre l'accord, notamment en modifiant la loi de 1981, sur la nationalité britannique afin de refléter le fait que le Territoire britannique de l'océan Indien ne fassent plus un territoire d'outre-mer, après la ratification du traité par le parlement, et de conférer au gouvernement britannique, le pouvoir d'adopter des lois secondaires pour la poursuite des activités de la base militaire de Diego Garcia.

## Présence et activités humaines

### Démographie
Les premiers habitants permanents de l'archipel des Chagos, à partir de la fin du XVIIIe siècle, sont quelques colons français accompagnés d'esclaves africains puis de travailleurs libres indiens qui formèrent par métissage le peuple  des Chagossiens,. Ils sont entre 800  et   1 500 sur Diego Garcia, les îles Salomon et Peros Banhos à être déportés vers les Seychelles et Maurice entre 1966 et 1973,, d'autres sources parlent de 2 000 à 2 500,. Depuis la déportation des derniers Chagossiens, les seuls occupants de l'archipel se trouvent sur Diego Garcia. Ce sont des militaires britanniques et américains ainsi que des employés britanniques, américains, mauriciens et philippins dont l'effectif s'élevait à environ 4 000 personnes en novembre 2004.

### Administration et politique

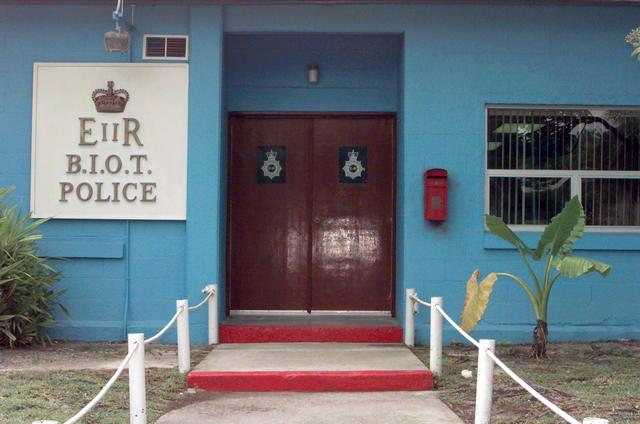
Vue des bureaux de la police du territoire britannique de l'océan Indien sur Diego Garcia.

L'archipel des Chagos est intégralement inclus dans le Territoire britannique de l'océan Indien, en anglais British Indian Ocean Territory abrégé en BIOT, un territoire britannique d'outre-mer. Dans le cas de l'archipel des Chagos, les entités géographiques et administratives se superposent totalement.
Les installations de la base militaire britannique située sur Diego Garcia sont louées à l'armée américaine dans le cadre d'un bail échu en 2016 et prorogé pour 20 ans le 30 décembre 2016. Toutefois, la défense et la sécurité intérieure du territoire sont assurées par la Royal Overseas Police Officers,.
Jusqu'alors intégrée à la colonie britannique de Maurice, l'archipel des Chagos en est détaché en 1965 avant l'indépendance de ce pays en 1968. Toutefois, Maurice et les Maldives réclament la souveraineté de l'archipel,,.

### Économie
Les ressources naturelles de l'archipel des Chagos sont le coprah issu des cocoteraies, le sucre de canne et la pêche,. Toutefois, seules les ressources halieutiques rapportent, grâce à la vente de licences de pêche, les terres cultivées et les industries étant inexistantes dans l'archipel. Une autre source de revenus est constituée de la vente de timbres postaux, le Territoire britannique de l'océan Indien possédant sa propre administration postale détachée de celle du Royaume-Uni.
Les occupants de l'archipel disposent du téléphone, d'internet, y compris d'un domaine de premier niveau (.io), d'une chaîne de télévision et utilisent le dollar américain et la livre sterling comme monnaie.

## Protection environnementale: la zone marine protégée

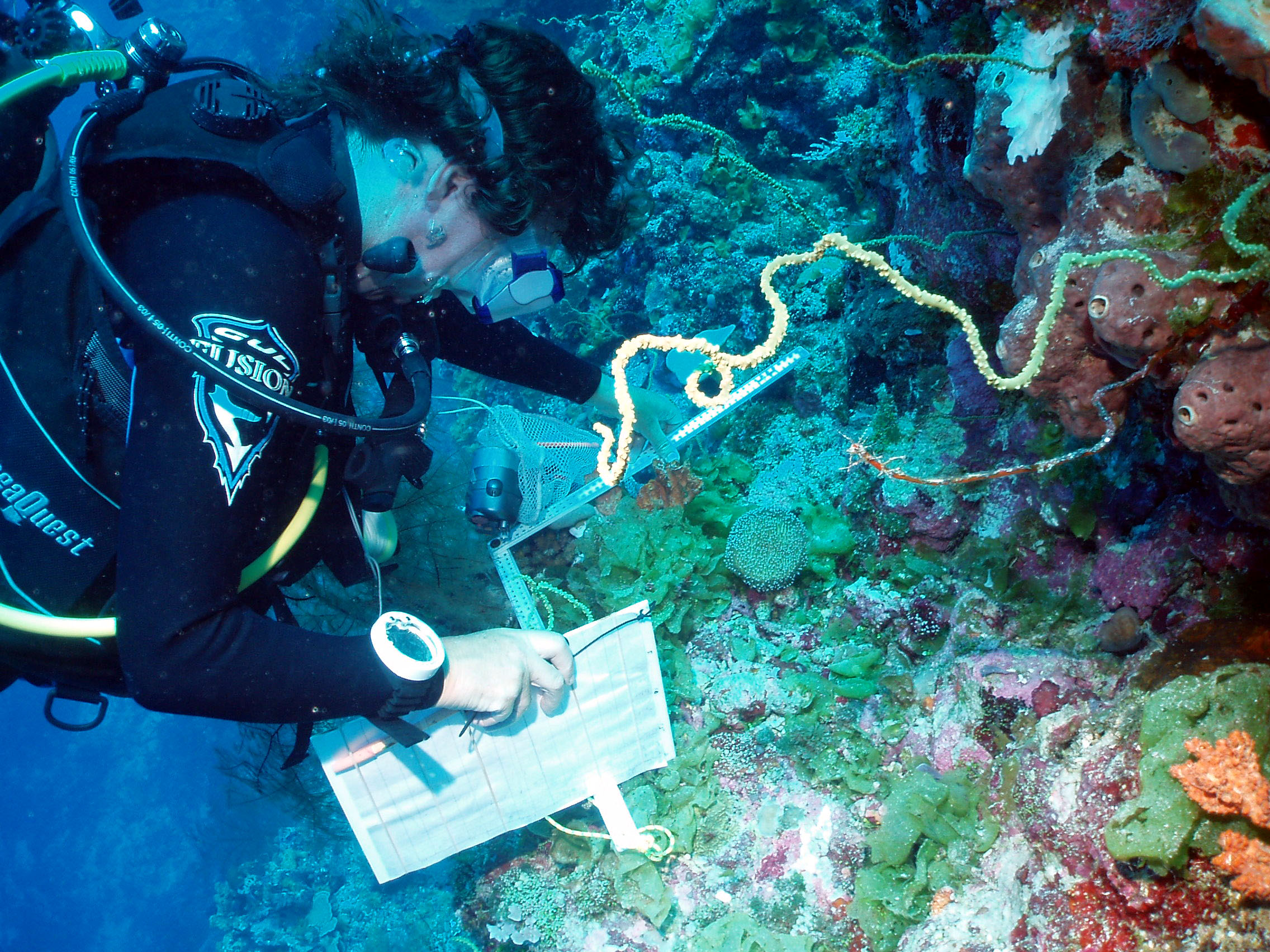
Étude d'un récif corallien de l'archipel des Chagos par un plongeur.

Le 1er avril 2010, à l'initiative du Secrétaire britannique aux Affaires Étrangères David Miliband et sur une idée de l'organisme à but non lucratif américain Pew Environment Group, l’archipel des Chagos est déclaré zone marine protégée, à l'exception de l’atoll de Diego Garcia. Selon certaines sources, une partie de l'entourage politique de David Miliband n'était cependant pas favorable à la création du parc, estimant le projet précipité par l'approche des élections et mal préparé.
Pour ses défenseurs, la création du parc est justifiée par l'argument selon lequel l'archipel des Chagos abriterait le plus grand atoll au monde dont le récif corallien est en totalité sain. Celui-ci est composé de 220 espèces de corail qui constituent un refuge et une source de nourriture pour plus de 1 000 espèces de poissons. L'intégralité de l'archipel des Chagos est donc classé réserve naturelle et quelques îles sont classées réserve naturelle stricte, ce qui interdit formellement tout accès ou approche sans autorisation. La partie orientale de Diego Garcia et de ses fonds sous-marins qui n'est pas dévolue aux activités de la base militaire américaine est classée site Ramsar,,. D'autres mesures de protection sont à l'étude comme l'interdiction totale de la pêche et un programme de protection des requins.
Toutefois, d'après des documents secrets révélés par WikiLeaks, le Bureau des affaires étrangères et du Commonwealth a retenu l'idée de zone marine protégée en estimant que les anciens habitants seraient ainsi dans la quasi impossibilité de poursuivre leur demande de réinstallation.

### Conflit juridique et diplomatique autour de la création du parc marin
Les militants chagossiens et leurs soutiens soupçonnent la décision de créer un parc marin d'être liée à une volonté du gouvernement britannique d'empêcher définitivement le « rétablissement » de la population sur l'archipel. Les autorités assurent que ce n'est pas vrai, mais des télégrammes diplomatiques de 2009 publiés par WikiLeaks l'année suivante dévoilent des discussions qui auraient eu lieu entre les Américains et les Britanniques et qui confirmeraient la thèse du parc marin comme obstacle au retour des Chagossiens. L'un des officiels britanniques aurait même déclaré : « Établir une réserve marine pourrait bien, en effet, être la façon la plus efficace à long terme d'empêcher les anciens habitants des Chagos ou leurs descendants de se réinstaller sur l'île »,. En revanche, comme le soulignent les Américains, l'existence d'une base militaire dans la zone protégée pourrait à terme étonner l'opinion publique. Les autorités britanniques et américaines n'ont pas souhaité confirmer ou démentir les révélations de WikiLeaks puisqu'il s'agirait d'une violation du secret diplomatique,. En 2013, après avoir jugé les preuves obtenues par WikiLeaks recevables dans le conflit juridique opposant les Chagossiens au gouvernement britannique, la Haute Cour de Londres annule cette décision et déclare qu'elles ne peuvent être utilisées en raison du droit international relatif au secret diplomatique,.
Ces révélations altèrent cependant les relations entre les gouvernements mauricien et britannique. Au début du mois de décembre 2010, lors de la visite officielle de la princesse Anne à Maurice, le Premier ministre mauricien Navin Ramgoolam choisit délibérément de rompre le protocole diplomatique en ne l’accompagnant pas aux événements auxquels elle est invitée,. Le 21 décembre, il annonce qu'il va porter le cas du parc marin dont il juge la création illégale devant le Tribunal international du droit de la mer. Selon lui, seul Maurice est en mesure de décider de la création d'un tel parc au regard du droit international. Il déclare aussi que le gouvernement britannique mène « une politique de la tromperie » et que ce parc marin est « un acte odieux de provocation contre l'île Maurice ». En octobre 2012, le gouvernement mauricien refuse l'entrée de son port à un navire de Greenpeace en raison du soutien de l'ONG à la création du parc marin. Après une déclaration officielle d'un représentant de Greenpeace qui explique que le soutien de l'organisation a toujours dépendu de « la claire assurance que la réserve marine protégée n'entraînerait aucun préjudice pour les droits des Chagossiens ou la souveraineté de l'île Maurice », le navire est autorisé à mouiller à Port-Louis.
L'affaire est finalement portée devant un tribunal arbitral constitué en vertu du chapitre VII de la Convention des Nations unies sur le droit de la mer. Le 18 mars 2015, ce dernier donne raison au gouvernement mauricien et déclare la création du parc marin par le Royaume-Uni illégale. Il estime que « le Royaume-Uni n'a pas été en mesure de fournir une explication satisfaisante pour l'urgence avec laquelle il a proclamé la zone marine protégée le 1er avril 2010 ». Selon le jugement, Maurice aurait dû être consulté et détient une souveraineté sur le territoire maritime des Chagos,.
Une étude des répercussions menée par le Chagos Conservation Management Plan estime qu'il n’est pas écologiquement souhaitable de sacrifier cette réserve naturelle unique ; le littoral de ces îles de sable est sujet à un cycle de forte érosion naturelle suivie d’un ensablement saisonnier au rythme des moussons. Les Chagossiens habitaient autrefois à l’intérieur des îles, ce qui laissait les plages aux cocotiers et aux palétuviers dont les racines ralentissent le phénomène d'érosion. Un repeuplement humain, avec un aménagement de ce territoire selon des critères modernes, un développement touristique des plages et une levée de l’interdiction de pêche commerciale côtière, serait préjudiciable à tout le biotope, selon ce même rapport, critiqué par ceux qui défendent le retour des Chagossiens.

#### Articles
- (en) Christian Nauvel, A Return from Exile in Sight ? The Chagossians and their Struggle, vol. 5, Northwestern Journal of International Human Rights, 2007, 31 p. (lire en ligne)
- (en) J.R. Turner, « An evaluation of "Returning Home" – A Proposal for the Resettlement of the Chagos Islands », Howell Report,‎ juin 2008 (lire en ligne)
- Emmanuel Grégoire, « Les Chagos, l'archipel convoité », Politique africaine, Karthala, no 97,‎ mars 2005, p. 151-159 (ISBN 9782845866454, ISSN 0244-7827, DOI 10.3917/polaf.097.0151, lire en ligne)
- Abdelwahab Biad et Elsa Edynak, « Un archipel confisqué par l’armée américaine : Chagos, le porte-avions de corail », sur Le Monde diplomatique, octobre 2018

#### Romans
- Caroline Laurent, Rivage de la colère, Les Escales puis Pocket, 2020  (ISBN 9782266311915)
- Shenaz Patel, Le Silence des Chagos, éditions de l'Olivier, 2005  (ISBN 9782879294544)

### Filmographie
- Un autre paradis, long métrage documentaire d'Olivier Magis (2019)